# Eroe dell'Abcasia
Il titolo di Eroe dell'Abcasia è il più alto titolo onorifico dell'Abcasia.

## Storia
L'onorificenza è stata istituita il 4 dicembre 1992.

## Assegnazione
L'onorificenza è assegnato per premiare i servizi individuali o collettivi per la Repubblica di Abcasia e la commissione di un atto eroico.

## Insegne
- L'insegna è una stella a otto punte dorata con i raggi divergenti dal centro. Sulla superficie convessa della stella si trova l'immagine stilizzata di un segno solare. Al centro della stella vi è una gemma. Della gemma è nota la descrizione anche se non è mai stata applicata in nessuna insegna.
- Il nastro è diviso orizzontalmente in sei strisce uguali, tre bianche e tre verdi.